# Enriqueta Maroni
Enriqueta González de Maroni (7 de febrero de 1927-5 de agosto de 2025) fue una activista de derechos humanos argentina. Fue miembro y posteriormente presidente de las Madres de Plaza de Mayo.

## Biografía
Maroni fue miembro de las Madres de Plaza de Mayo a partir de 1977, después de que dos de sus hijos fueran desaparecidos por la última dictadura militar en Argentina. Fue conocida internacionalmente tras ser entrevistada por la televisión holandesa durante la Copa Mundial de Fútbol de 1978, donde habló abiertamente sobre los crímenes de la dictadura. En el extracto publicado en Europa, Enriqueta dijo:

Han venido a nuestras casas. Las han allanado, han robado cuanto han querido, han destrozado las casas, porque las han destrozado y robado todo lo que tenemos. Y a más, a nuestros hijos nos han robado. Y nunca jamás supimos más nada de ellos. ¡El Ejército lo ha hecho! ¡El ejército lo ha hecho!

Fue presidenta de Madres de Plaza de Mayo Línea Fundadora entre 2022 y 2024. Maroni falleció el 5 de agosto de 2025, a los 98 años.